# Жермон Рувр
Жермон Рувр (фр. Germond-Rouvre) насеље је и општина у западној Француској у региону Поату-Шарант, у департману Де Севр која припада префектури Ниор.
По подацима из 2011. године у општини је живело 1158 становника, а густина насељености је износила 64,77 становника/km². Општина се простире на површини од 17,88 km². Налази се на средњој надморској висини од 80 метара (максималној 123 m, а минималној 33 m).

## Демографија
| 1962. | 1968. | 1975. | 1982. | 1990. | 1999. | 2011. |
| ----- | ----- | ----- | ----- | ----- | ----- | ----- |
| 611   | 684   | 654   | 832   | 918   | 880   | 1.158 |

График промене броја становника у току последњих година